# Der große und der kleine Klaus
Der große und der kleine Klaus ist ein Fernsehfilm nach dem Märchen Der kleine Klaus und der große Klaus von Hans Christian Andersen. Regie führte Dušan Trančík. Die Titelfiguren werden verkörpert von Stefan Reck und István Hunyadkürti.
Die Erstausstrahlung des Films in Deutschland erfolgte am 9. Oktober 1988 im ZDF.

## Handlung
In einem kleinen Dorf wohnen zwei Männer mit Namen Klaus. Um sie voneinander zu unterscheiden, nennt man sie nach der Höhe ihres Vermögens den Großen und den Kleinen Klaus. Als Große Klaus eines Tages die reiche Gutsbesitzerstochter Dora heiratet und guter Laune ist, macht ihm der sehr arme Kleine Klaus ein Angebot. Weil sein Acker klein ist solle ihm der Große Klaus seine vier Pferde leihen, dann würde er schon sehr bald mit seiner Arbeit fertig sein und den Rest der Woche nur noch für ihn arbeiten. Dieser willigt ein, doch missfällt es ihm sehr, dass der Kleine Klaus am nächsten Tag überall verkündet, es wären seine Pferde. Kurzerhand macht er das Geschäft rückgängig und nimmt dem Kleinen Klaus die Pferde wieder weg. So muss er nun mit seinem eigenen, mageren Klepper den schweren Pflug ziehen. Als das Tier vor Erschöpfung zusammenbricht, bietet ihm ein Zigeuner zwei Taler für das Pferd. Da sich der Kleine Klaus nicht gleich entscheiden kann und erst später auf das Angebot zurückkommt, bietet ihm der Zigeuner nur noch ein altes Fell für das Tier. Enttäuscht packt er das Fell in seinen Beutel und macht sich auf den Weg nach Hause, denn es ist spät geworden.
Als er an einer Mühle vorbeikommt und es zu regnen beginnt, bittet er um Unterschlupf. Doch die Müllerin weist ihn ab, da sie angeblich allein ist und der Müller nicht im Hause. Als der Kleine Klaus aber heimlich durchs Fenster schaut, sieht er die Müllerin an einem reich gedeckten Tisch zusammen mit einem Liebhaber. Unerwartet kehrt der Müller vorzeitig zurück und die Müllerin versteckt ihren Liebhaber in einer Truhe und das schöne Essen im Ofen. Als der Müller den Kleinen Klaus vor dem Haus entdeckt, lädt er ihn mit zu sich ein. Dort setzt ihnen die Müllerin nur einen einfachen Haferbrei als Abendessen vor.
Während der Kleine Klaus widerwillig den Brei zu essen beginnt, kommt er gegen seinen Beutel, in dem die Tierhaut eigenartig knarrt. Der Müller wird neugierig und will wissen, was das war. Listig meint sein Gast, er hätte da einen kleinen Zauberer in seinem Sack, der ihm sagte, sie sollen nicht den Haferbrei essen, sondern lieber die leckeren Speisen, die er für sie in den Ofen gezaubert hätte. Der Müller sieht nach und findet eine gebratene Gans. Als der Sack ein weiteres Mal „spricht“, verrät er den beiden, dass er auch noch leckeren Rotwein hinter dem Kamin hätte. Der Müller ist begeistert und will wissen, ob der Zauber auch den Teufel herbeizaubern könne. Der Kleine Klaus erklärt, dass sein Zauberer alles könnte und wenn er den Teufel unbedingt sehen wollte, der würde in Gestalt des Küsters in der Truhe sitzen. Der Müller schaut in die Truhe und sieht dort tatsächlich jemanden, der wie der Küster des Dorfes aussieht. Nun will er den Zauberer unbedingt selber besitzen und bietet dem Kleinen Klaus einen Beutel Silbertaler für den Sack mit dem Zauberer drin. Klaus willigt ein und muss allerdings auch die Truhe mit dem „Teufel“ mitnehmen, die er ins Wasser werfen soll. Doch er lässt den Küster dann unterwegs frei.
Der Kleine Klaus kehrt als reicher Mann zurück. Als der Große Klaus erfährt, dass er das alles für ein altes Pferd eintauschen kann, bringt er seine vier schönen Pferde zu den Zigeunern, um sie ihnen zu verkaufen. Er tauscht sie gegen alle Felle ein, die sie haben und denkt er kann die Häute teuer in der Stadt verkaufen. Als das fehlschlägt ist er so wütend auf den Kleinen Klaus, dass er ihm sein Haus anzündet. Vergeblich bemüht sich der Kleine Klaus die Silbertaler unter dem Schutt zu finden. Mittellos kehrt er in einer Herberge ein, doch er hat sich einen Sack voll Asche mitgenommen. Den gibt er dem Wirt in Verwahrung und trägt ihm auf ja nicht hineinzusehen, sonst würde alles was darinnen ist zu Asche werden. Doch der Wirt kann nicht widerstehen und sieht, dass wirklich nur „noch“ Asche im Sack ist, schenkt er dem Kleinen Klaus als Ausgleich sein Wirtshaus und seine Tochter dazu.
Der Große Klaus wird so neidisch, dass er den Kleinen Klaus überfällt, in einen Sack steckt und in den Fluss werfen will. Da gerade die Zigeuner vorbeikommen, lenken sie ihn ab, befreien den Kleinen Klaus und bringen ihm sein altes Pferd als Hochzeitsgeschenk wieder. Zu seinen Hochzeitsgästen zählt auch das Müllerpaar und plötzlich fällt dem Kleinen Klaus ein, dass er seinen Silberschatz im Ofen versteckt hatte und dort kann er die Taler nun unversehrt wiederfinden.
Der Große Klaus wird inzwischen von Dora von seinem Hof gejagt.

## Hintergrund
Der Märchenfilm wurde von Omnia Film München in Zusammenarbeit mit Slovenská filmová tvorba, Bratislava im Auftrag des ZDF produziert.

## Unterschied zum Märchen
Während im Originalmärchen der große Klaus zuerst das Pferd des kleinen Klaus, danach seine eigenen Tiere erschlägt, muss in diesem Film niemand gewaltsam sterben. Die Pferde werden eingetauscht und Zigeuner dienen als Vermittler. Im Film überlistet der kleine Klaus einen Wirt und erhält dessen Herberge, während im Märchen ein Viehhändler überredet wird, dem kleinen Klaus sein Vieh zu überlassen, woraufhin sich der große Klaus selber ins Wasser werfen lässt und ertrinkt. Im Film wird er lediglich von seinem Hof gejagt.
Der überlistete Wirt ist hingegen ein Motiv des inhaltlich nahestehenden Märchens Von dem Schneider, der bald reich wurde.